# NGC 4123
NGC 4123 је спирална галаксија у сазвежђу Девица која се налази на NGC листи објеката дубоког неба.
Деклинација објекта је + 2° 52' 42" а ректасцензија 12h 8m 11,2s. Привидна величина (магнитуда) објекта NGC 4123 износи 11,0 а фотографска магнитуда 11,8. Налази се на удаљености од 25,3000 милиона парсека од Сунца. NGC 4123 је још познат и под ознакама UGC 7116, MCG 1-31-23, MK 1466, IRAS 12056+0309, CGCG 41-42, UM 477, KCPG 322B, PGC 38531.